# Ostroilo
 (juillet 2022).
Améliorez-le ou discutez des points à vérifier. 
Ostroilo ou Ostroil (en serbe en écriture cyrillique : Оштроило), est un monarque ayant régné sur un territoire correspondant actuellement à la Serbie, la Croatie et la Bosnie-Herzégovine. Dans les textes latins[Lesquels ?], il est mentionné comme le premier souverain de la Serbie. On ne sait pas grand-chose de lui, et la plupart des informations à son sujet proviennent de légendes[Lesquels ?], selon lesquelles il aurait rassemblé sous son autorité certaines tribus serbes des Balkans et goths. La première mention de la Serbie apparaît sous son règne et il aurait réuni les terres serbes[Information douteuse].
Selon Jean-Baptiste Évariste Charles Pricot de Sainte-Marie, il est le fils de Semoaldo où Svevlad Ier, un roi de Transylvanie, et aurait, avec son frère Totila[Information douteuse],), envahi la Dalmatie, la Prévalitaine et l'Illyrie occidentale. Il est le père de Svevlad (Senulado) fondateur de la dynastie Svevladović, ayant dirigé la région entre 490 selon les sources[Lesquels ?], et 619.
Dans un texte latin[Lequel ?], Ostroilo apparaît comme un roi serbe-gothique. Il aurait d'ailleurs fait de Scutari (Albanie) la capitale de son royaume,,.

## Faits historiques sur le règne d'Ostroilo
La fraction des Goths orientaux (Ostrogoths), celle qui porte le nom de Goto-Serbe, occupe en 490 la Prévalitaine ; et en 504, les Goths de Théodoric, une autre fraction des Goths orientaux, font de même du côté de la Dalmatie occidentale.
Depuis que les rois de Serbie ont détenu ce titre jusqu'au premier dynastie Ostroilo de 490, on pense que certains d'entre eux en ont été privés[Quoi ?].

## Descendance
Arbre généalogique : 
- Senulado (Svevlad II)
- Selimiro (Selimir)
- Blandino (Blandin)
- Radimiro (Radomir)